# Dvorac Oršić u Gornjoj Stubici
Dvorac Oršić u Gornjoj Stubici je barokni dvorac kojeg je 1756. godine podigao grof Krsto Oršić (1718. – 1782.), član plemićke obitelji Oršić, na mjestu starije srednjovjekovne utvrde.
Novi dvorac nije više imao nikakvu obrambenu funkciju, već je isključivo služio za stanovanje. Tlocrt dvorca je u obliku slova L, a treće krilo nekada se nastavljalo na stariju utvrdu (kaštel). Krila dvorca su s dvorišne strane otvorena arkadama koje prate hodnik nadsvođen češkim svodovima. Vanjska su pročelja jednostavna, oživljena ritmičnim prozorima, s malo ugaone rustike na glavnom pročelju. Bočno krilo koje se nadovezalo na stariju utvrdu ima jedanaest prozorskih osi, dok glavno pročelje sadrži petnaest prozorskih osi. Glavno pročelje je dodatno raščlanjeno trima neznatno istaknutim rizalitima, od kojih su bočna u dvije osi a centralno u tri osi. Jedini plastički izražen element pročelja je centralno postavljen portal glavnom pročelju. Iza njega se nalazi prostrana ulazna veža u širini cijelog centralnog rizalita koja vodi do arkadnog hodnika. Nešto izmaknut od osi glavnog portala i ulazne veže na dvorišnoj strani postavljen je na polovini arkadnog hodnika naglašen volumen trokrakog stubišta. Sve prizemne prostorije svođene su bačvasto dok su prostorije kata svođene koritasto. Jedina iznimka je jedinica dvorske kapele, koja je svođena češkim svodom. Sve prostorije prizemlja i kata imaju dvije prozorske osi, osim glavne dvorane u središnjem rizalitu koja ima tri prozorske osi.
Glavni ulaz je lučno završen, s dvokrilnim vratima, oivičen složenim portalom. Otvor je uokviren sa svake strane kamenim okvirom koji je dekoriran izduženim kvadratima s odsječenim uglovima i zaglavnim kamenom u luku iznad otvora. Oko kamenog otvora su na bočnim stranama široki i visoki pilastri koji završavaju plitkim volutnim kapitelima, koji drže vijenac s uvučenim uglovima i segmentno uvis izbačenim središnjim dijelom. Nekad su iznad spoja grede i kapitela bile postavljene kamene vaze.
Dvorska kapela smještena je u ugao dvaju krila, a njena posebna namjena naglašena je drukčijim svodovima, visinom prostorije i prozorom. U brodu u koji se ulazi iz prizemlja kapela je jednokatna, a u prostoru svetišta dvovisinska s korskim prostorom iznad broda na koji se ulazi iz prostorija prvog kata. Prostorija kapele, za razliku od svih ostalih prostorija dvorca, ima odsječene uglove. Prozorski otvor također se razlikuje od ostalih prozora na pročeljima svojim formatom i veličinom. Nalazi se u zoni prozora prvog kata, a oblik mu je četvrtast sa središnjim polukružnim nadvojem potisnutim uvis i odsječenim uglovima.
U 19. stoljeću, nakon velikog potresa, dvorcu je na zapadnom pročelju dodan klasicistički trijem s timpanom i dorskim stupovima. 
Od prostorija u dvorcu najočuvanija je ostala kapela s iluzionističkim freskama, alegorijskim prikazom četiriju kontinenata te oslikani barokni oltar s prizorima iz života svetog Franje Ksaverskoga, koji pripadaju u sam vrh baroknog slikarstva i pripisuju se poznatome majstoru Antonu Lerchingeru.
Dvorac Oršić bio je privatna rezidencija do 1924. godine, kad su ga napustili posljednji Oršići.
Neko vrijeme dio prostorija dvorca služio je kao osnovna škola, a njime se koristila i lokalna seljačka zadruga.
Krajem šezdesetih i početkom sedamdesetih godina 20. stoljeća dvorac je potpuno obnovljen i u njegove prostore smješten je Muzej seljačkih buna.
Bliža okolica dvorca danas je oblikovana kao parterni dekorativni vrt. Ne postoje ni pisani ni materijalni podaci o postojanju perivoja ili dekorativnog vrta uz dvorac. Širi okolni prostor je 1973. uređen kao pejzažni perivoj s domaćim i egzotičnim biljnim vrstama u koji je smješten i spomenik Seljačkoj buni i Matiji Gupcu, rad kipara Antuna Augustinčića. Park je uređen prema projektu inž. Dragutina Kiša.

## Galerija
- Dvorišna strana dvorca u kasno popodne
- Južno krilo dvorca s trijemom
- Sjeverno pročelje s ulazom

## Vanjske poveznice
- Muzej seljačkih buna Gornja Stubica